# Omurtagova palača
Palača ali Dvorec kana Omurtaga (bolgarsko Аул на хан Омуртаг, Aul na han Omurtag ali Омуртагов аул, Omurtagov aul) je utrjena vojaška zgradba, katere gradnja je povezana z gradbenimi dejavnostmi kana Omurtaga (vladal 814-831) leta 822. Zgradba je produkt pliskovo-preslavske kulture. Domneva se, da je  palača, ki jo omenja Čatalarski napis. Stavba je povezana s starejšo spominsko ploščo iz 4.-5. stoletja, ki govori o prisotnosti Gotov na tem območju. Leta 1976 so na tem mestu odkrili cerkev  iz 4. stoletja z ohranjenimi ostanki najzgodnejših krščanskih fresk na ozemlju Bolgarije. 
Arheološke študije na palači so se začele leta 1957 pod vodstvom arheologinj  Vere Antonove in Cvetane Dremsizove-Neljčinove iz Regionalnega zgodovinskega muzeja Kolarovgrad. Raziskave so se nadaljevale do začetka 80. let. Od leta 2002 se raziskave posodabljajo pod vodstvom Todorja Balabanova iz podružnice Arheološkega inštituta Bolgarske akademije znanosti v Šumenu. 

## Lokacija
Palača se nahaja na območju Hisar kale v občini Veliki Preslav, približno 2 km južno od vasi Kan Krum in reke Kamčije ter približno 10 km od mest Šumen in Veliki Preslav. Do nje vodi makadamska cesta, ki služi lokalnim kmetom in ne arheološkemu najdišču. Razen kažipotov na cesti med Velikim Preslavom in Šumenom ni drugih kažipotov, ki bi kazali pot do palače. Z izjemo enega od objektov je prostor neurejen in v procesu arheoloških raziskav.

## Gotsko obdobje
Za datiranje prisotnosti Gotov na tem območju je zaslužen dr. Todor Balabanov. Na tem območju so odkrili pet cerkva. Študije kažejo, da je bilo na tem mestu gotsko arijansko škofovsko središče. Pod gomilo so odkrili veliko škofovsko cerkev. V bližnji gomili so odkrili še eno gotsko cerkev, prav tako iz 4. stoletja, v kateri so odkrili najzgodnejše krščanske stenske poslikave v Bolgariji. Ta cerkev naj bi bila zasebna in je verjetno pripadala gotskemu škofu Vulfili, ki je ustvaril starodavno germansko abecedo in prevedel Sveto pismo v gotico. Tu so bili najdeni tudi sledovi naselbine ter gotska in tračanska keramika, grobovi s kozmetično-medicinskimi pribori (pinceta, žlička in kireta), pasne zaponke, zlati gotski okraski in fibule. V enem od grobov je bila pokopana ženska z značilno umetno deformirano lobanjo, ki kaže na njeno plemiško poreklo. Domneva se, da je bilo območje izropano in uničeno med hunskimi vpadi ob koncu 5. stoletja.

## Bolgarsko obdobje
Palača je bila zgrajena leta 822 v času vladavine kana Omurtaga po vzoru na zgradbo iz Pliske, glavnega mesta prve bolgarske države. Na najdišču je približno pol hektarja velik prostor, ki je bil po mnenju znanstvenikov poganski kultni objekt, kjer so se izvajala darovanja. Odkrili so kamniti blok, na katerem je bil oblikovan kanal za odtok krvi žrtvovanih živali. Najdene so bile tudi kosti, verjetno žrtvovanih psov in zajcev. Vloga palače kot objekta v vojaškem sistemu prve bolgarske države še ni pojasnjena.

## Sklic
1. ↑  Голяма енциклопедия България, т. 8, Българска Академия на науките, Научно информационен център „Българска енциклопедия“, Книгоиздателска къща „Труд“, София, 2012, с. 3194. ISBN 978-954-8104-30-2 (т. 8)

## Vir
- Вера Антонова, Цветана Дермсизова-Нелчинова. „Аулът на хан Омуртаг при Чаталар“,  ДИ „Септември“, 1981 г.